# Stemma di Mosca

Stemma attuale di Mosca

Lo stemma di Mosca raffigura un cavaliere con una lancia in mano mentre uccide un basilisco, identificato nella figura di San Giorgio e il drago. L'emblema araldico di Mosca è stato parte integrante dello stemma della Russia sin dal XVI secolo. Si crede che i suoi tre colori – blu, rosso e bianco – abbiano ispirato i colori della bandiera della Russia.

## Russia pre-moscovita
L'emblema ha le sue origini nella tradizione bizantina di dipingere il santo patrono nel sigillo e nelle monete del monarca. Jaroslav I il saggio fu il primo regnante russo il cui patrono fu San Giorgio. Si ritiene che abbia fondato numerose città e costruito molte chiese in onore del santo.
San Giorgio è stato anche il patrono del suo grande nipote, Jurij Dolgorukij, il quale fondò la città di Mosca. Il nome "Jurij" (anche "Yury") in russo, significa "Giorgio". Si ritiene che Yuri abbia reso onore al proprio santo patrono rappresentandolo sulle monete, nelle quali è presente un guerriero in piedi che impugna una spada nella mano destra. Il fratello maggiore di Jurij, Mstislav il grande, ha anch'esso usato un sigillo raffigurante un cavaliere che uccide un basilisco. Secondo una teoria, questa immagine potrebbe avere un legame con la scelta di San Giorgio come patrono dell'Inghilterra, in quanto il nonno materno di Mstislav, Aroldo II, è stato l'ultimo re anglosassone del paese.
Un secolo dopo, Aleksandr Nevskij ha ripreso questo simbolo. Una buona parte delle monete da lui coniate presentano un cavaliere nell'atto di uccidere un drago o un basilisco, anche se il drago non è sempre visibile. Il motivo per il quale Alessandro ripristinò l'uso dell'emblema non è chiaro. È possibile che l'immagine rappresenti lo stesso condottiero e la sua vittoria sui crociati svedesi e tedeschi nelle battaglie della Neva e del lago ghiacciato.

## Russia moscovita
Il nipote di Alessandro, Ivan II, è stato il primo regnante di Mosca ad usare come proprio emblema il guerriero in piedi con una spada in mano.
Il figlio di Ivan, Demetrio di Russia scelse di rappresentare il guerriero su un cavallo con la spada nella mano. La tradizione associa il simbolo di Dimitri con la sua vittoria sui Mongoli nella battaglia di Kulikovo, nonostante le fonti storiche siano scarse. Allo stesso tempo un simbolo uguale, il Pogonia, fu usato anche dal suo rivale il granduca di Lituania.
Qualunque sia il significato dell'emblema di Dimitri, non c'è nessun motivo per supporre che il dragone rappresenti l'Islam e il cavaliere rappresenti la cristianità, come suggerisce qualche interprete moderno, chiedendo di rimuovere il simbolo per essere neutrali.
Il simbolo del cavaliere che uccide il drago ha attraversato le generazioni: da Dimitri a suo figlio Basilio I, poi a Basilio II e quindi a Ivan III. Una moneta che presenta l'immagine divenne nota copeco, da kopyo, la parola russa per "lancia"
Ivan III ha usato il cavaliere trionfante come emblema di stato della Russia nel suo sigillo. Nel 1497 è stato sostituito dall'aquila bicipite, interpretata popolarmente come simbolo del matrimonio di Ivan con l'ultima erede della dinastia paleologa regnante nell'impero di Costantinopoli al momento della sua caduta, e rappresenta il suo volersi dichiarare erede ideale del patrimonio politico e culturale bizantino.
Entrambi i simboli (San Giorgio e l'aquila bicipite) sono stati usati in modo alterno nei sigilli di stato fino al 1562, quando il primo zar della Russia, Ivan il Terribile, li ha uniti accollando lo scudo araldico con il cavaliere trionfante al petto dell'aquila. Questo disegno è noto quale stemma dell'impero russo e poi della federazione russa.

## Russia imperiale

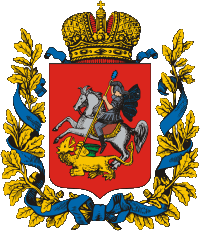
Lo stemma del governatorato di Mosca.

Dapprima la figura del cavaliere fu interpretata come rappresentazione della figura dello zar che stermina i nemici che invadono la Russia. Questa interpretazione è stata espressa chiaramente, tra gli altri, dall'uomo di stato Grigory Kotoshikhin. Nella copertina della bibbia del 1663 il cavaliere araldico ha il volto dello zar Alessio I. 

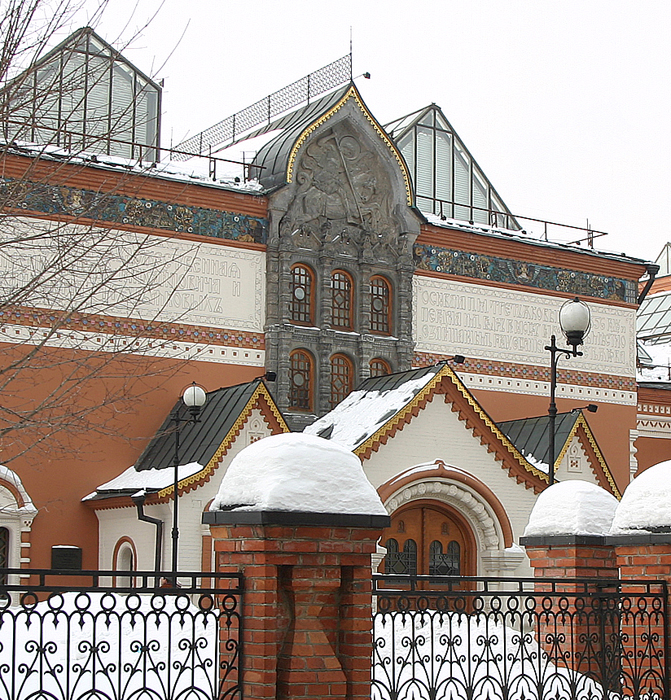
Rilievo al di sopra dell'entrata della galleria Tret'jakov.

Gli stranieri che visitavano Mosca erano i primi a notare che l'emblema ricorda l'iconografia tradizionale di San Giorgio e il drago. Benché nel corso del regno di Pietro il Grande il cavaliere venisse ancora rappresentato con una corona e il suo volto avesse qualche somiglianza con lo zar, questo monarca occidentalizzante fu il primo ad assimilare questa figura a quella di San Giorgio.
Uno studioso italiano di araldica al servizio di Pietro, il conte Santi, associò il cavaliere alla figura di San Giorgio, identificato come fondatore di Mosca. Nel 1730 Santi preparò la prima descrizione dettagliata dello stemma di Mosca, nel quale, attingendo alla tradizione araldica occidentale, identificò il cavaliere con san Giorgio. La versione di Santi del simbolo ha su un campo dello scudo rosso un cavaliere bianco che cavalca un cavallo d'argento che carica con la sua lancia un drago nero, reminiscenza dello Zilant, simbolo araldico della musulmana Kazan'. Con numerose modifiche minori questo simbolo fu confermato del 1781, durante le riforme municipali di Caterina II che comprese anche la standardizzazione dei simboli araldici civici.
Nel 1883 si decise di modificare i colori dell'arme di Mosca in modo tale che rispecchiassero i colori della bandiera russa. Il colore del drago fu modificato dal nero al bianco e il mantello del cavaliere fu cambiato da oro ad azzurro. Questi colori non sembrano corrispondere allo schema tradizionale dei colori usati nelle icone russe che raffigurano San Giorgio e il drago. Nel 1903, il vecchio schema dei colori fu ripreso dal pittore Viktor Vasnecov nel suo progetto della facciata della galleria Tret'jakov, la quale presenta anche una grande rappresentazione di San Giorgio e il drago

## XX secolo

Stemma della città di Mosca durante il periodo sovietico.

All'indomani della rivoluzione del 1917 questo simbolo fu bandito. Il 22 settembre del 1924, i soviet di Mosca adottarono un nuovo simbolo, costituito da una stella rossa, la falce e martello e il monumento alla rivoluzione di Mosca. Lo stemma dei soviet non ebbe grande popolarità, comunque, e fu scarsamente usato. Dopo la dissoluzione dell'Unione Sovietica, la rappresentazione araldica di Mosca ritornò alla versione usata tra il 1883 e il 1918, con qualche modifica minore.
Siccome la chiesa ortodossa russa non ammette sculture di santi, nessuna statua di san Giorgio e il drago venne eretta a Mosca prima della rivoluzione. Dopo che l'emblema fu ripristinato il 23 novembre del 1993, numerose statue furono inaugurate presso la Collina Poklonnaja, lo Tsvetnoi Boulevard, la piazza del Maneggio e in altre piazze di Mosca. Molte di queste furono scolpite da Zurab Konstantinovič Cereteli, il quale scolpì anche altre opere esposte in altre città tra le quali New York.